# Mingora

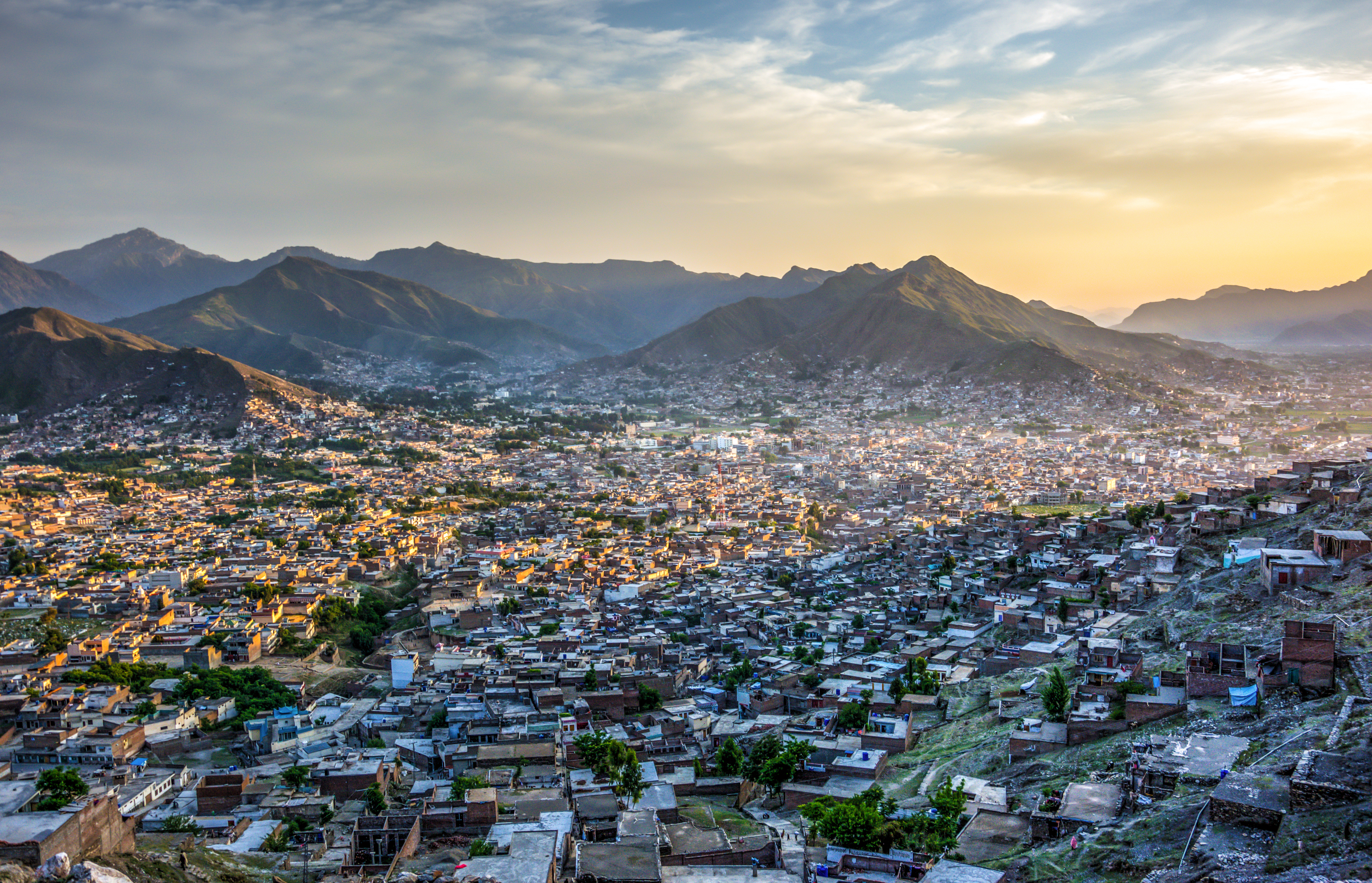
Ortsbild

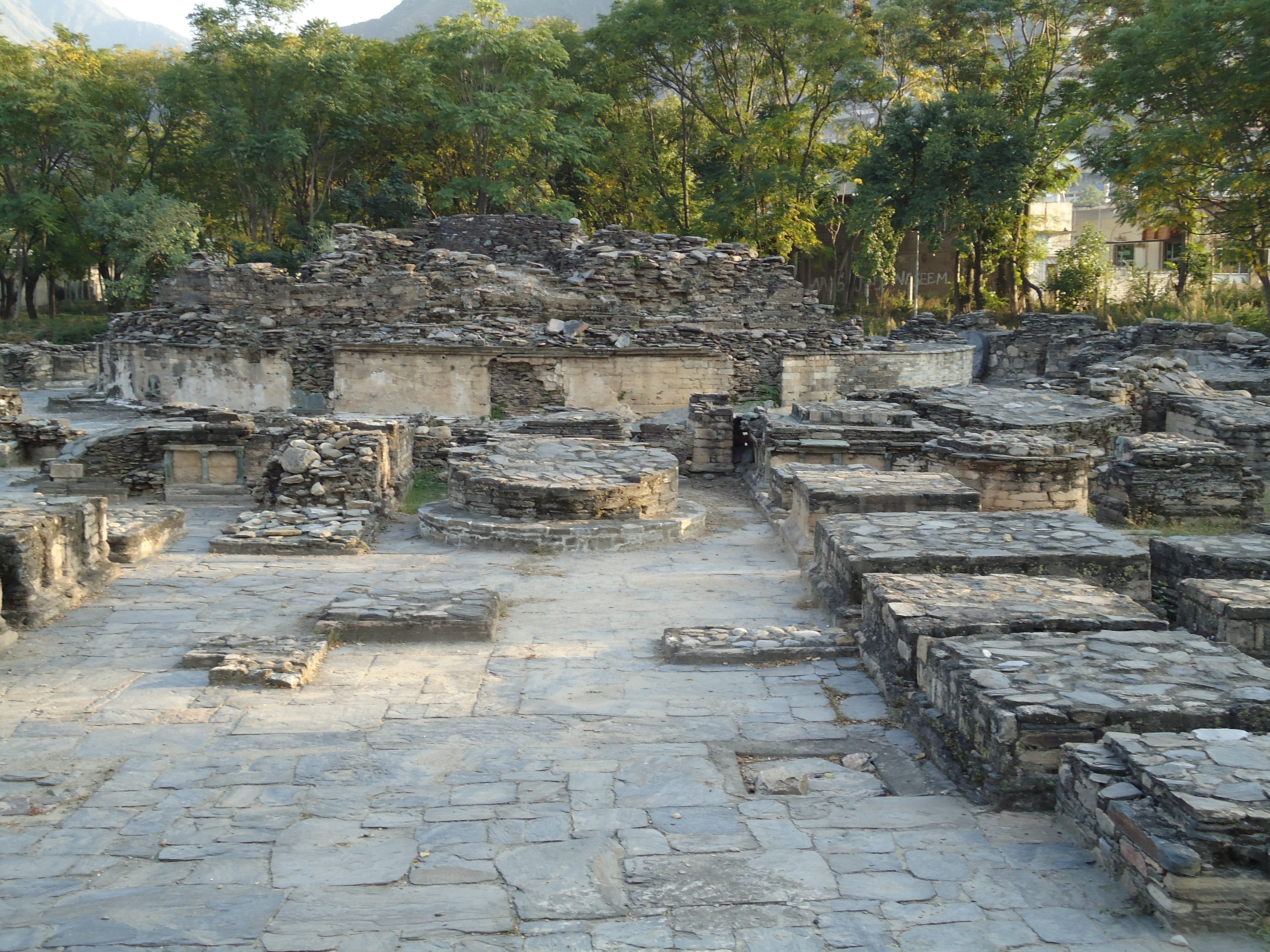
Ausgrabungsstätte Butkara I

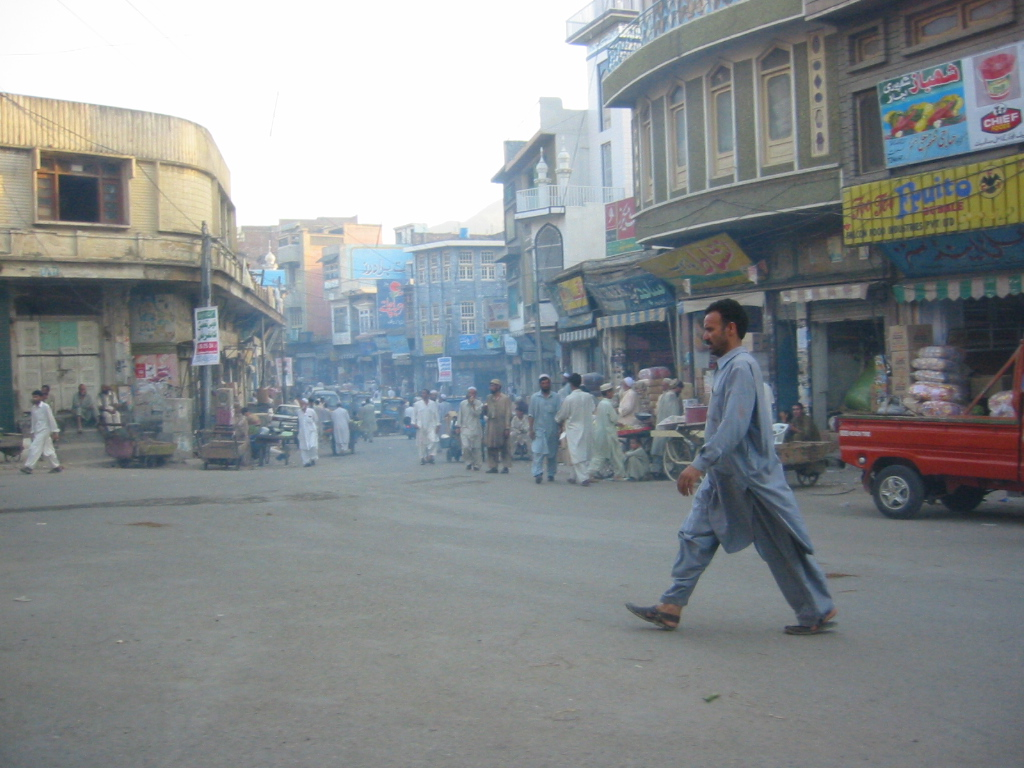
Eine Straße in Mingora

Mingora (manchmal auch Mingaora; paschtunisch مینګورہ) ist mit etwa 331.000 Einwohnern die größte Stadt im Swat-Distrikt in der pakistanischen Provinz Khyber Pakhtunkhwa.

## Lage
Mingora liegt am Fluss Swat in einer Höhe von knapp 1000 m ü. d. M. Die Nationalstraße N-95 führt durch Mingora. Saidu Sharif, die Verwaltungshauptstadt des Swat-Tals liegt nur etwa 2,5 km südlich.

## Wirtschaft
Die Dörfer im Swat-Tal sind traditionell von der Landwirtschaft geprägt; die Stadt fungierte als Handwerks-, Handels- und Dienstleistungszentrum. Vor der Herrschaft der Taliban war der Tourismus ein wichtiger Wirtschaftszweig.

## Geschichte
Vor ca. 2000 Jahren spielten Buddhismus und Hinduismus eine bedeutende religiöse und kulturelle Rolle im Swat-Tal – dies änderte sich mit der Ankunft des Islam um das Jahr 1000.
In der Zeit von Oktober 2007 bis Mai 2009 stand Mingora zeit- und gebietsweise unter der Kontrolle der Taliban-Extremisten. Auch nach der Rückeroberung der Stadt durch die pakistanische Armee gab es noch vereinzelte Kämpfe und terroristische Anschläge.
Am 2. Oktober 2012 schoss der Taliban-Extremist Atta Ullah Khan auf die 14-jährige pakistanische Bürgerrechtlerin Malala Yousafzai, als diese in einen Bus steigen wollte. Sie überlebte schwer verletzt.

## Sehenswürdigkeiten
- Etwa auf halber Strecke zwischen Mingora und Saidu Sharif befindet sich das Swat-Museum mit zahlreichen Exponaten zur Geschichte und Kultur des Swat-Tales.
- Etwa 1,5 km südöstlich von Mingora liegt die archäologische Ausgrabungsstätte von Butkara I mit den Ruinen des buddhistischen Stupa und des angrenzenden Klosterkomplexes.

## Söhne und Töchter der Stadt
- Malala Yousafzai (* 1997), Kinderrechtsaktivistin und Friedensnobelpreisträgerin